# Фінал кубка Англії з футболу 1956
Фінал кубка Англії з футболу 1956 — 75-й фінал найстарішого футбольного кубка у світі. Учасниками фіналу були «Манчестер Сіті» і «Бірмінгем Сіті». Володарем кубкового трофею став «Манчестер Сіті».

## Шлях до фіналу
| «Манчестер Сіті»    | «Манчестер Сіті» | «Манчестер Сіті»                        | Раунд           | «Бірмінгем Сіті»       | «Бірмінгем Сіті» | «Бірмінгем Сіті»         |
| ------------------- | ---------------- | --------------------------------------- | --------------- | ---------------------- | ---------------- | ------------------------ |
| Суперник            | Результат        | Матчі                                   |                 | Суперник               | Результат        | Матчі                    |
| «Блекпул»           | 2—1              | 2—1 вдома                               | Третій раунд    | «Торкі Юнайтед»        | 7—1              | 7—1 на виїзді            |
| «Саутенд Юнайтед»   | 1—0              | 1—0 на виїзді                           | Четвертий раунд | «Лейтон Орієнт»        | 4—0              | 4—0 на виїзді            |
| «Ліверпуль»         | 2—1              | 0—0 вдома, 2—1 на виїзді (перегравання) | П'ятий раунд    | «Вест-Бромвіч Альбіон» | 1—0              | 1—0 на виїзді            |
| «Евертон»           | 2—1              | 2—1 вдома                               | Шостий раунд    | «Арсенал»              | 3—1              | 3—1 на виїзді            |
| «Тоттенгем Готспур» | 1—0              | 1—0 на нейтральному полі                | 1/2 фіналу      | «Сандерленд»           | 3—0              | 3—0 на нейтральному полі |

## Матч
| 5 травня 1956 |

| Манчестер Сіті                   | 3:1      | Бірмінгем Сіті |
| -------------------------------- | -------- | -------------- |
| Хеєс 3' Джонстоун 62' Дайсон 64' | Протокол | Кінсі 15'      |

| Вемблі, Лондон Глядачів: 100 000 Арбітр: Алф Бонд |

|  |  |

|                  |  |                 |  |
|                  |  |                 |  |
| В                |  | Берт Траутманн  |  |
| З                |  | Білл Лейверс    |  |
| З                |  | Рой Літтл       |  |
| ПЗ               |  | Кен Барнс       |  |
| ПЗ               |  | Дейв Евінг      |  |
| ПЗ               |  | Рой Пол         |  |
| Н                |  | Боббі Джонстоун |  |
| Н                |  | Джо Хеєс        |  |
| Н                |  | Дон Реві        |  |
| Н                |  | Джек Дайсон     |  |
| Н                |  | Рой Кларк       |  |
| Головний тренер: |  |                 |  |
| Лес Макдовол     |  |                 |  |

|                  |  |               |  |
|                  |  |               |  |
| В                |  | Джил Меррік   |  |
| З                |  | Джефф Голл    |  |
| З                |  | Кен Грін      |  |
| ПЗ               |  | Джонні Ньюман |  |
| ПЗ               |  | Тревор Сміт   |  |
| ПЗ               |  | Лен Бойд      |  |
| Н                |  | Гордон Астолл |  |
| Н                |  | Ноель Кінсі   |  |
| Н                |  | Едді Браун    |  |
| Н                |  | Пітер Мерфі   |  |
| Н                |  | Алекс Гован   |  |
| Головний тренер: |  |               |  |
| Артур Тернер     |  |               |  |